# Trutnowy
Trutnowy (niem. Trutenau) – wieś w Polsce położona w województwie pomorskim, w powiecie gdańskim, w gminie Cedry Wielkie na obszarze Żuław Gdańskich. 
Siedziba klubu piłkarskiego Grom Trutnowy.

## Historia
Pierwsza wzmianka o istnieniu wsi pochodzi z 1308 roku, kiedy to Władysław Łokietek nadał ją synom kasztelana gdańskiego Unisława. Dwa lata później wieś została sprzedana Krzyżakom. W XVI i XVII wieku był to obszar osadnictwa olęderskiego. Wieś należąca do Żuław Steblewskich terytorium miasta Gdańska położona była w drugiej połowie XVI wieku w województwie pomorskim. 
W latach 1975–1998 miejscowość administracyjnie należała do województwa gdańskiego.
W roku 2008 wieś obchodziła jubileusz 700-lecia.

## Zabytki
Według rejestru zabytków NID na listę zabytków wpisane są:
- kościół parafialny pw. śś. Piotra i Pawła z XIV w., nr rej.: 222 z 6.08.1962
- cmentarz grzebalny, nr rej.: 1023 z 30.12.1987
- plebania (nr 18) z 1728, nr rej.: 223 z 13.08.1962
- dom podcieniowy nr 4 (d. 3), murowano-szachulcowy z 1720, nr rej.: 9 z 10.11.1959.

### Kościół
Gotycki ceglany kościół parafialny pw. św. Apostołów Piotra i Pawła pochodzi z 1334, posiada wąskie nawy boczne, prezbiterium jest sklepione gwiaździście. Wyposażenie renesansowo-barokowe, na ścianie wschodniej tablica wskazująca poziom wody podczas powodzi w 1829. Ściany ozdobione współczesnymi freskami. Wieża została obniżona w XIX w, uległa Zniszczeniu w 1945. Podczas obudowy wieżę kościoła nakryto nowym płaskim dachem; rekonstrukcji wieży dokonano dopiero w latach 2017-2018 (odtworzoną w innym miejscu drewnianą wieżę zamontowano w całości za pomocą dźwigu), wtedy też powieszono czekający od dawna na to zdarzenie dzwon. Wewnątrz późnomanierystyczny ołtarz z 1675.
Kościół jest siedzibą parafii rzymskokatolickiej, należącej do dekanatu Żuławy Steblewskie w archidiecezji gdańskiej.

### Plebania
Nieopodal kościoła znajduje się barokowa plebania z 1728, z mansardowym dachem z lukarnami, krytym dachówką holenderką. W sieni znajduje się tablica erekcyjna z czarnego marmuru. Zachowały się drzwi wejściowe z barokowymi okuciami oraz duże okna z pierwotną stolarką.

### Dom podcieniowy
W południowej części wsi znajduje się dom podcieniowy z 1720. Wsparty jest on na ośmiu słupach, z dekoracyjnymi mieczami tworzącymi rodzaj arkad. Piętro i dwa szczyty mają konstrukcję szkieletową o szczególnym ozdobnym układzie belek. Zachował się pierwotny układ wnętrza z wielką sienią i piętrową galerią oraz liczne barokowe detale wyposażenia wnętrza. W wielkiej sieni znajduje się makieta XVIII-wiecznej wsi projektowanego skansenu miniatur żuławskiego budownictwa w skali 1:100. W domu ma siedzibę Stowarzyszenie "Żuławy Gdańskie", a od 2008 mieści się tu Muzeum Wsi Żuławskiej. 
W centrum wsi, po zachodniej stronie stoi XIX-wieczny dom zagrodniczy w konstrukcji szkieletowej – typowy przykład budownictwa żuławskiego.

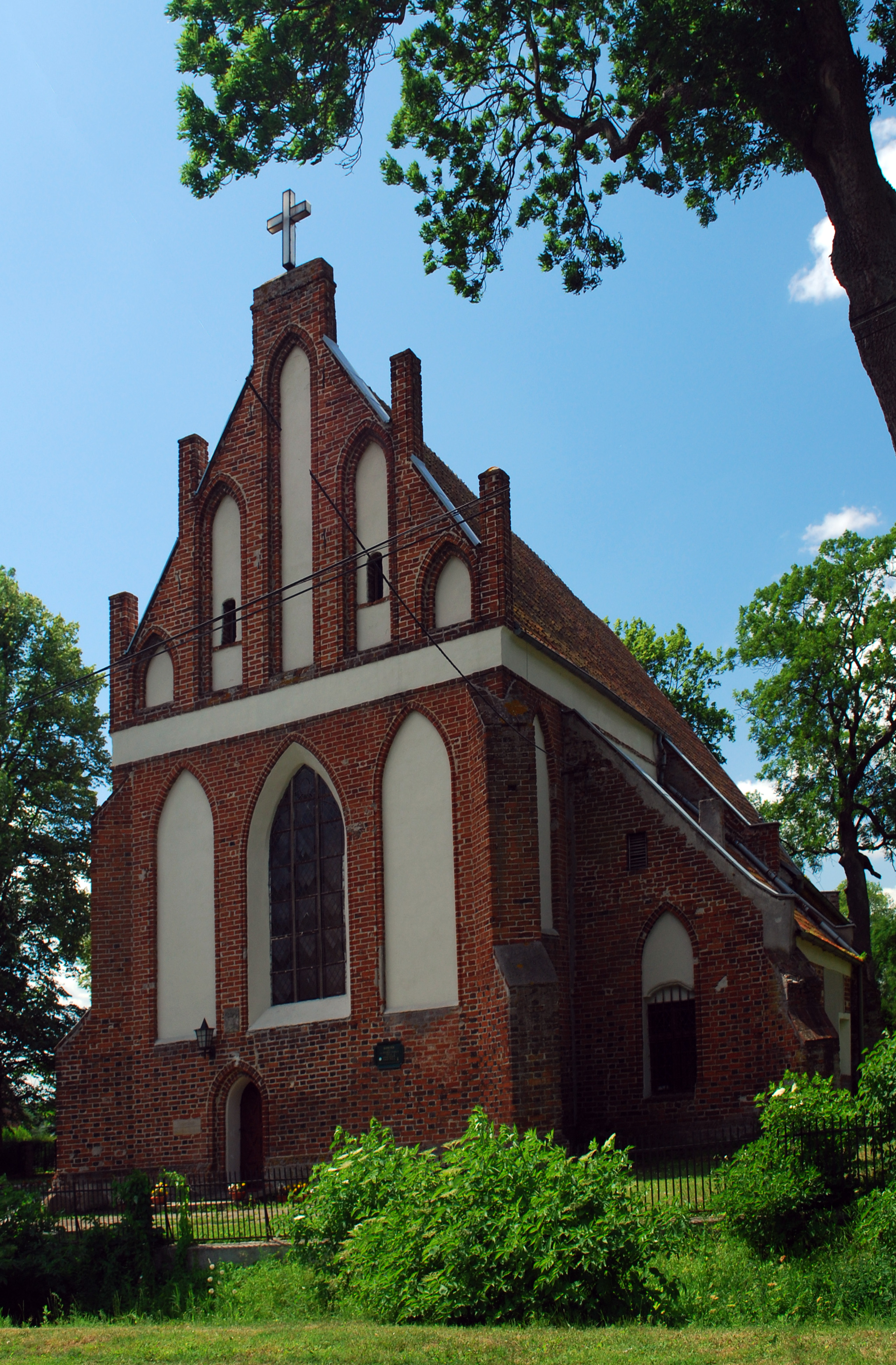
Kościół
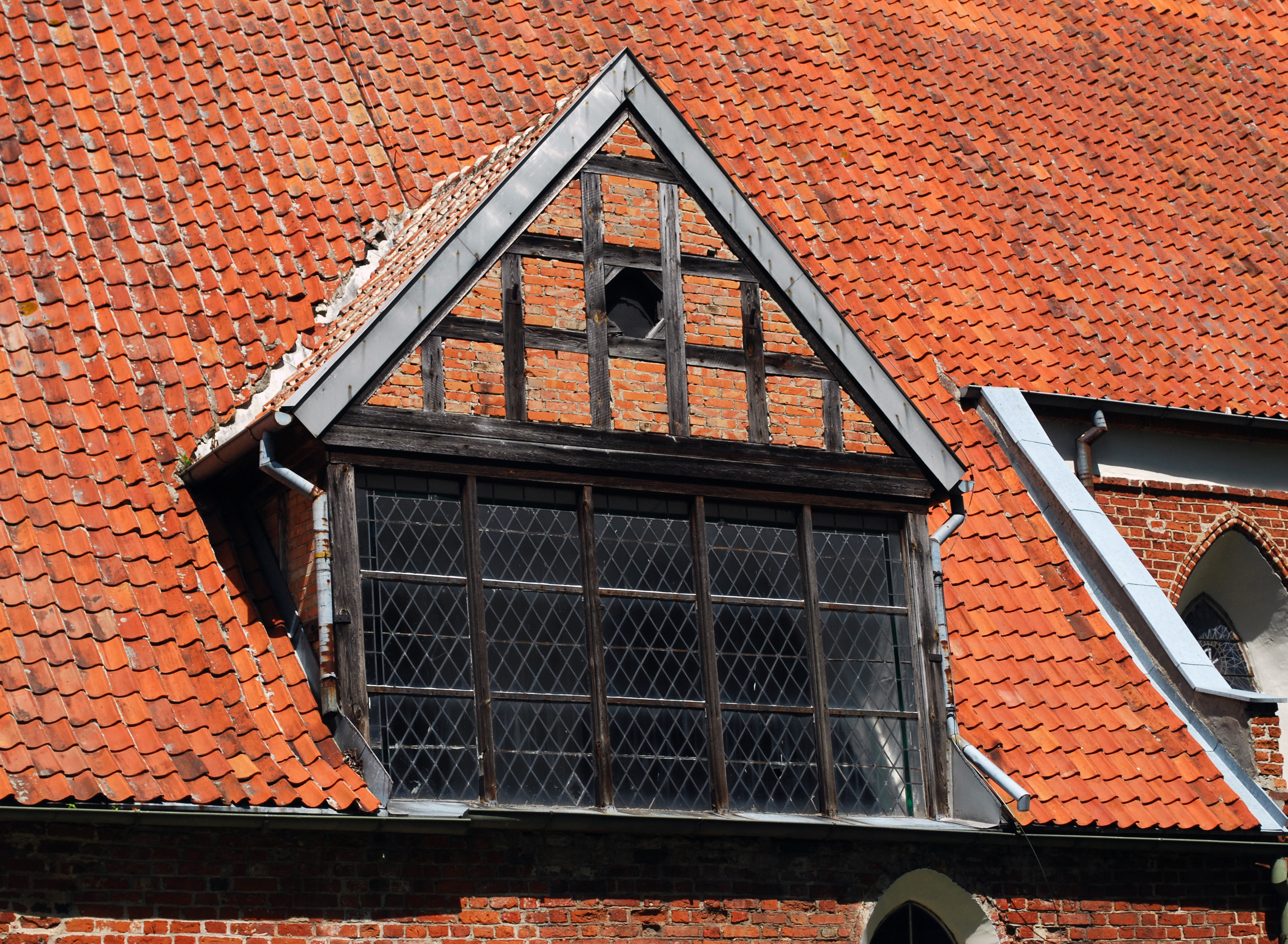
Kościół – okno
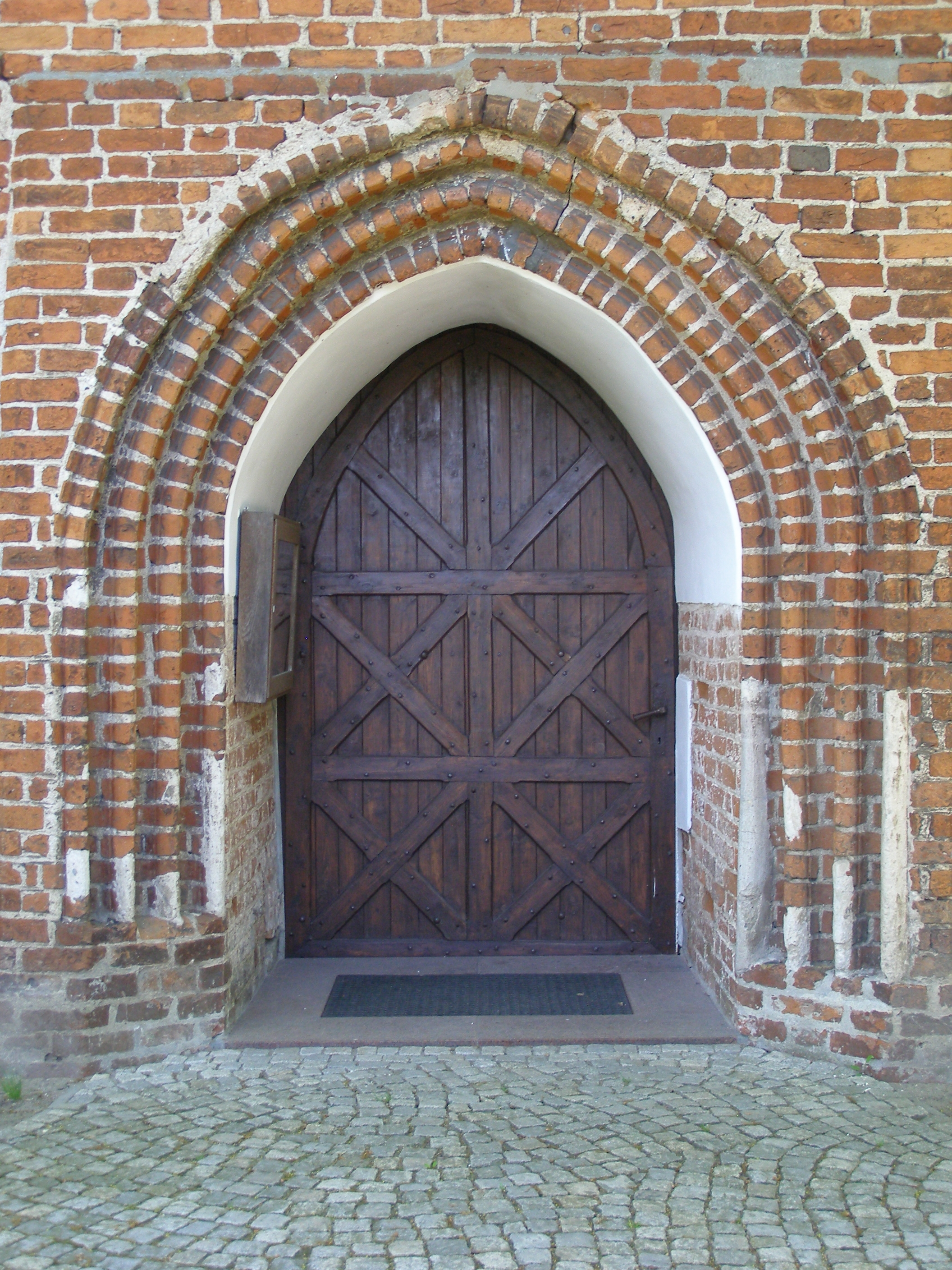
Portal
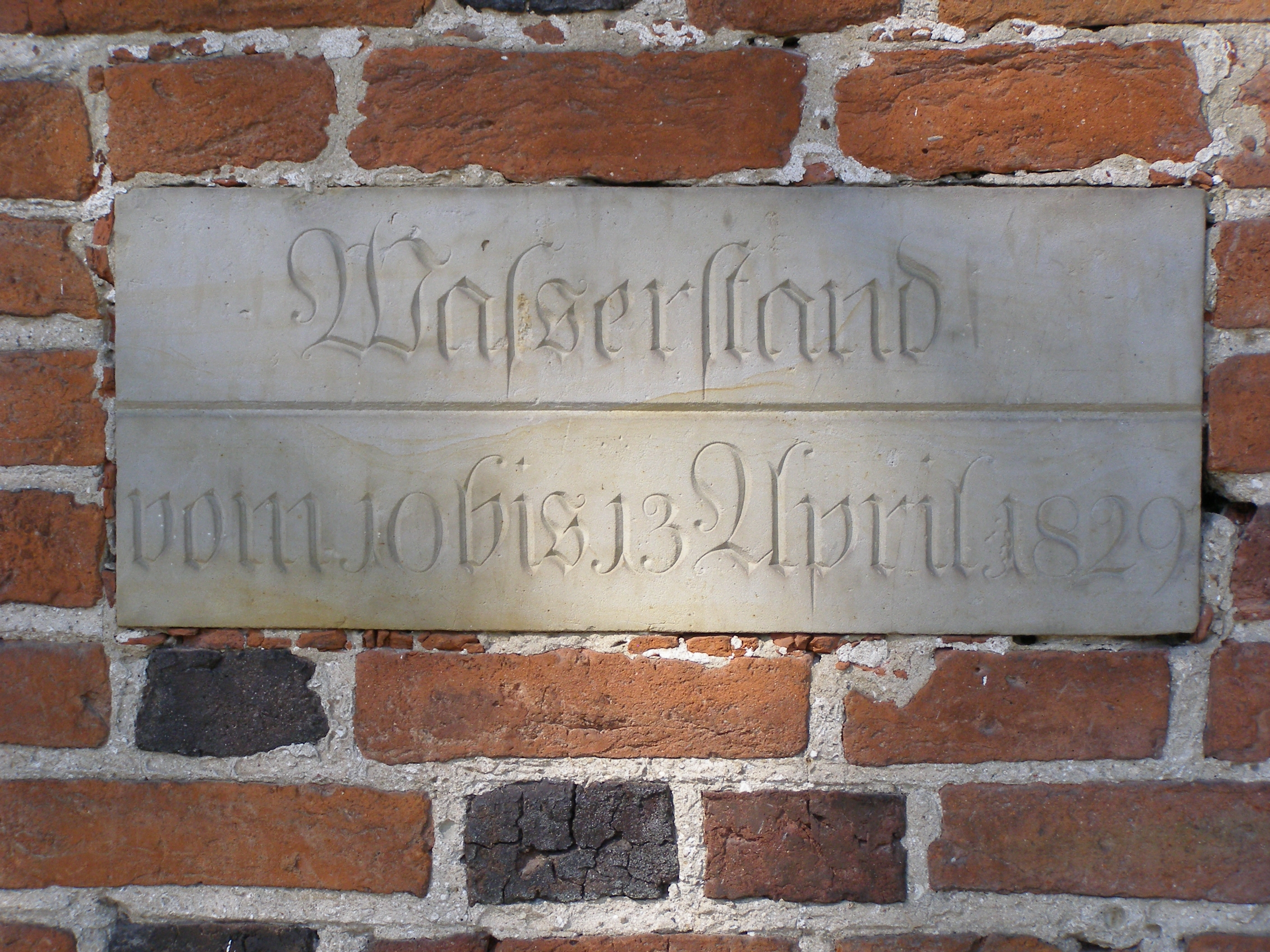
Tablica wskazująca poziom wód powodziowych w kwietniu 1829
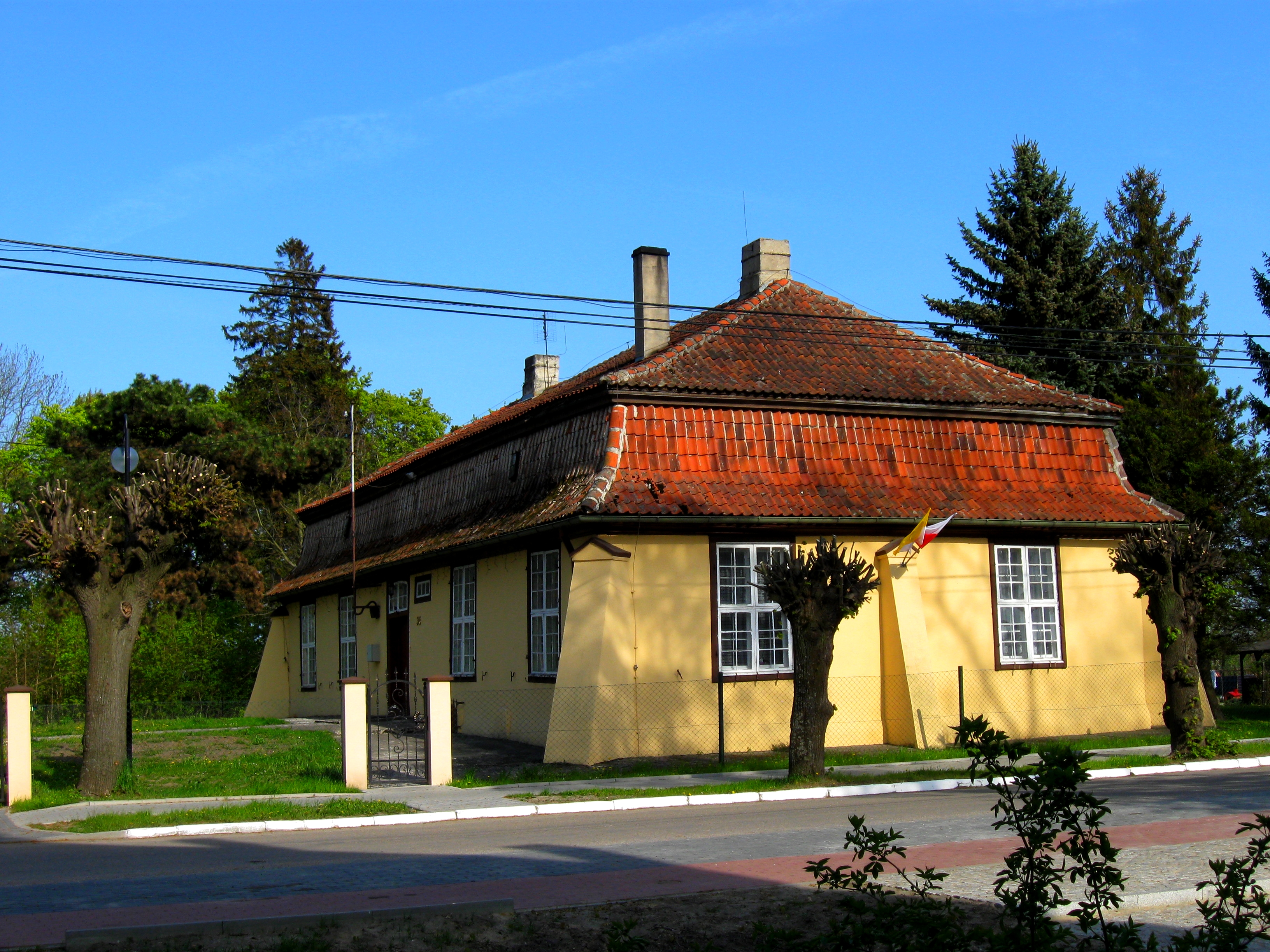
Plebania
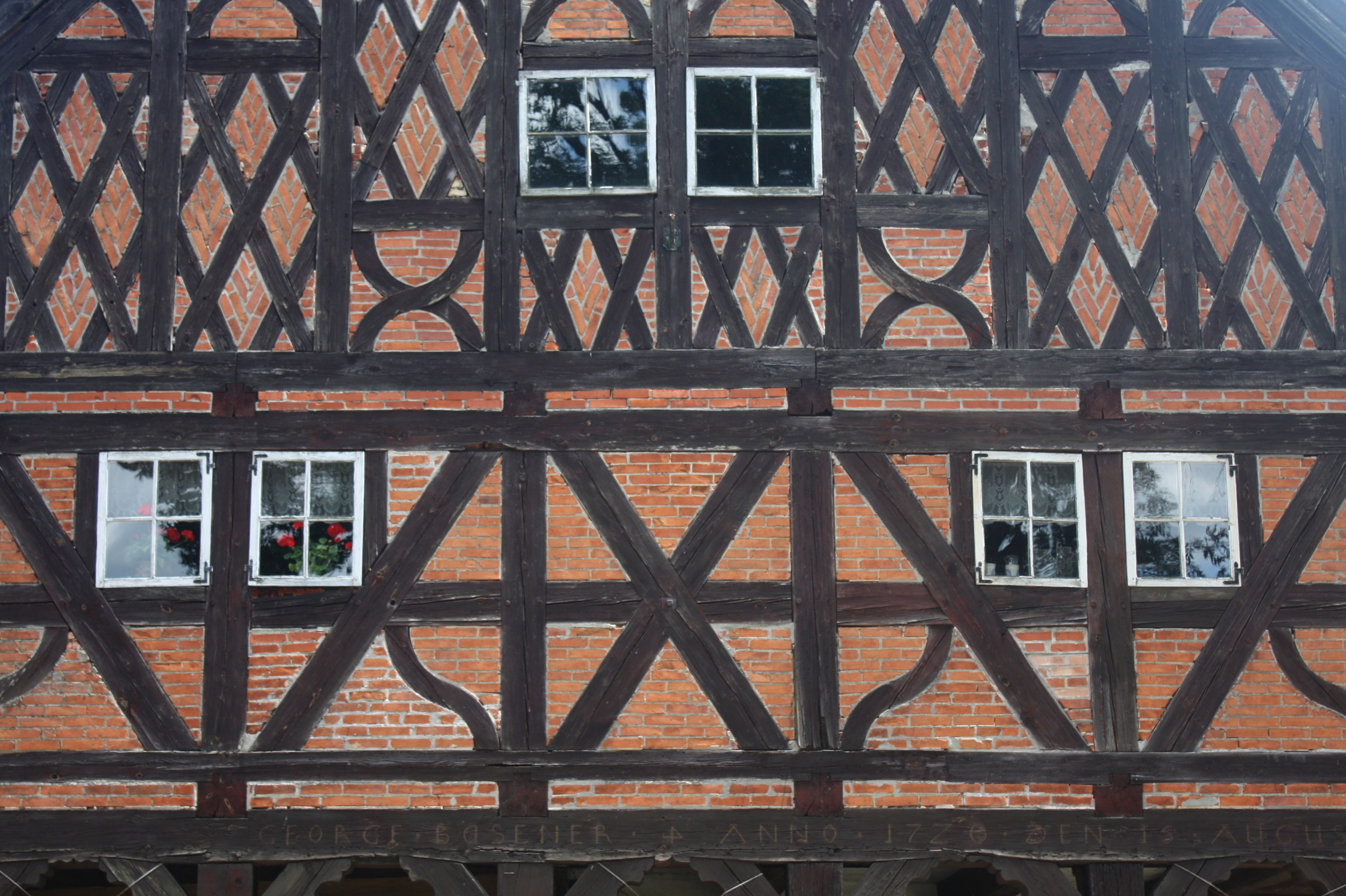
Ściana domu podcieniowego
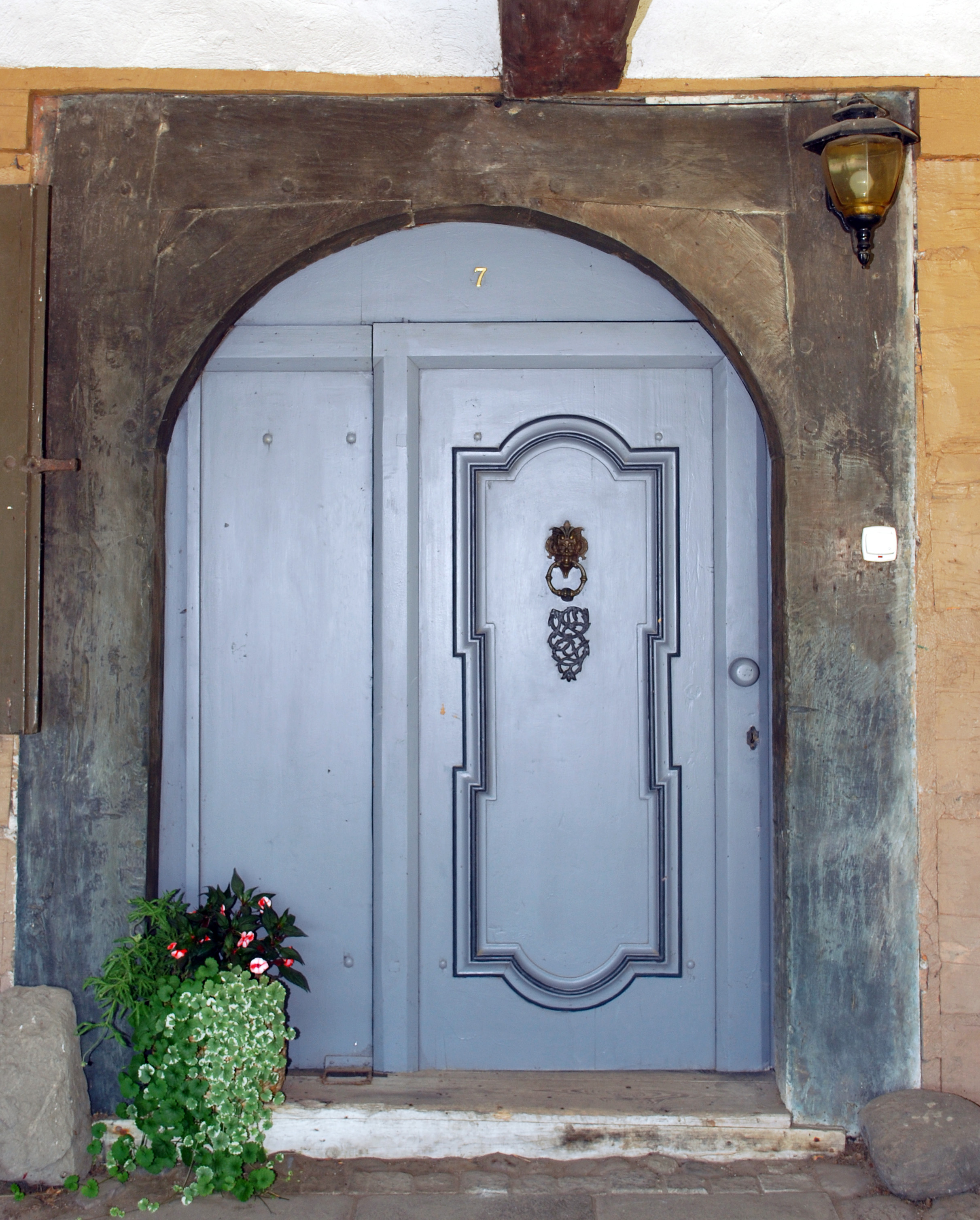
Dom podcieniowy – drzwi